# Gaia Zucchi
Gaia Zucchi, (Roma, 11 de novembro de 1966) é uma atriz de teatro e showgirl italiana.

## Biografia
Nascida em Roma em 1970, tem origens aristocráticas por parte de mãe. Seu bisavô foi o general Rodolfo Corselli, jornalista e ensaísta de artes militares; enquanto seu avô era o Tenente do Exército Real Aldo Zucchi, condecorado em memória com a Medalha de Ouro de Valor Militar.
Formou-se no Centro Sperimentale di Cinematografia, e ao mesmo tempo formou-se em psicologia; ela era ativa no mundo do entretenimento.
Começou como modelo e interpretou fotonovelas nas revistas Cioè e Lanciostory. Atuou também em comerciais e aparições temporárias como manobrista em Che tempo che fa? e Scommetiiamo che...?.
Durante a formação no CSC, então dirigida por Lina Wertmüller, teve como professores Goliarda Sapienza e Attilio Corsini.
Em 2023 publicou um livro autobiográfico, La vicina di Zeffirelli (A vizinha de Zeffirelli), que fala da amizade que teve com o diretor Franco Zeffirelli.

### Cinema
- Plagio (1989), dir. Cinzia TH Torrini
- Nessuno mi crede (1992), dir. Anna Carlucci
- Est (1993) (short), dir. F. Brizzi
- Caso Wanderbit (1994) (short), dir. N. Nimica
- Muccino Muccina (1994) (short), dir. G. Petitto
- Peggio di così si muore (1995), dir. Marcello Cesena
- Fermo posta Tinto Brass (1995), dir. Tinto Brass
- Il cielo è sempre più blu (1996), dir. Antonello Grimaldi
- Il tocco: la sfida (1997), dir. Enrico Coletti
- I volontari (1998), regia di D. Costanzo
- Per sempre (2003), dir. Alessandro Di Robilant
- Carrozzelle felici (2003) (short), dir. Walter Garibaldi
- Rabbia in pugno (2012), dir. Stefano Calvagna
- Come un fiore (2023) (short), dir. Benedicta Boccoli
- Jerry e Tom (2023), dir. Gianluca Ansanelli

### Teatro
- La crisi del teatro (1994), dir. A. Corsini
- Marasade (1996), dir. M. Garroni
- Voglia matta - anni 60 (1995 - 1997), dir. A. Corsini
- Gente soprattutto matta (1997), dir. D. Formica
- Voglia matta - anni 50 (1998), dir. A. Corsini
- Voglia matta di Roma (1999), dir. A. Corsini
- La bottega del caffè (2000), dir. M. Belli
- La giornata d'uno scrutatore (2003), dir. Luca Ronconi

### Televisão
- Papà prende moglie (1993)
- La signora della città (1996), dir. B. Cino
- Tutti gli uomini sono uguali (1998), dir. A. Capone
- Turbo (1999), dir. A. Bonifacio
- La Squadra (2003)
- Carabinieri (2004-2005), dir. R. Mertes
- Distretto di Polizia (2005), dir. Monica Vullo
- Camera Cafè (2005)
- Prenditi cura di Me  (Reality 2022) dir. Andrea Bocchino [5]